# ジョン・ジョージ・ケメニー
ジョン・ジョージ・ケメニー（John George Kemeny, [ˈjaːnoʃ ˈɟørɟ ˈkɛmeːɲ]、1926年5月31日 - 1992年12月26日）は、ハンガリー出身のユダヤ系アメリカ人で、数学者・計算機科学者で教育者であり、1964年にトーマス・E・カーツと共同でプログラミング言語BASICを開発したことでよく知られている。1970年から1981年まで、ダートマス大学第13代理事長を務め、大学教育にいち早くコンピュータを取り入れた。1979年にはスリーマイル島原子力発電所事故の事故調査委員会委員長を務めた。

## 学生時代まで
ハンガリーのブダペストにて ケメーニ・ヤーノシュ・ジェルジ(Kemény János György) として生まれる。1938年、父が単独でアメリカ合衆国に行った。1940年になってナチス・ドイツのハンガリー侵略が差し迫ってきたため、家族全員をつれてアメリカに移住。しかし祖父は祖国を捨てることを拒み、ホロコーストで叔父や叔母と共に亡くなった。ケメニー一家はニューヨーク市に住みつき、そこで彼は高校に通っている。3年後、最高の成績で高校を卒業。1943年、プリンストン大学に進学し数学と哲学を学んだが、途中で1年間大学を休学してロスアラモス国立研究所でマンハッタン計画に参加。そこでの上司はリチャード・P・ファインマンだった。また、そこでジョン・フォン・ノイマンにも師事している。プリンストンに戻り、1947年に学士号を得て卒業。その後、アロンゾ・チャーチの下で博士号を目指して研究。大学院時代にはアルベルト・アインシュタインの数学面の助手も務めた。1949年、"Type-Theory vs. Set-Theory" と題した論文で博士号を取得。

## 経歴
1953年、ダートマス大学の数学科に職を得た。2年後には数学科のリーダーに選ばれ、1967年までそのポストを務めた。カーツと共に一般人のコンピュータ利用を研究。LGP-30というコンピュータを使った初期の実験を経て、1964年にダートマスBASICを開発。世界初のタイムシェアリングシステムの1つDTSS (Dartmouth Time-Sharing System) も開発した。
1970年から1981年までダートマス大学の理事長を務め、学部学生の教育も続け、研究も続けている（理事長時代にも論文が発表されている）。1972年にはダートマス大学の男女共学化を実現。また建物を増設せずに学生を増やすことを可能にする "Dartmouth Plan" を実施。少数民族の学生をより積極的に入学させるようにし、ネイティブ・アメリカンに教育を提供するという大学設立時の約束を復活させた。コンピュータ・リテラシーを重視し、学生のコンピュータ利用の面でも先進的に取り組んだ。1982年には一教育者に戻っている。
1983年、カーツと共に True BASIC, Inc. を創業。BASIC言語を改良した True BASIC を開発・販売した。

## 死去

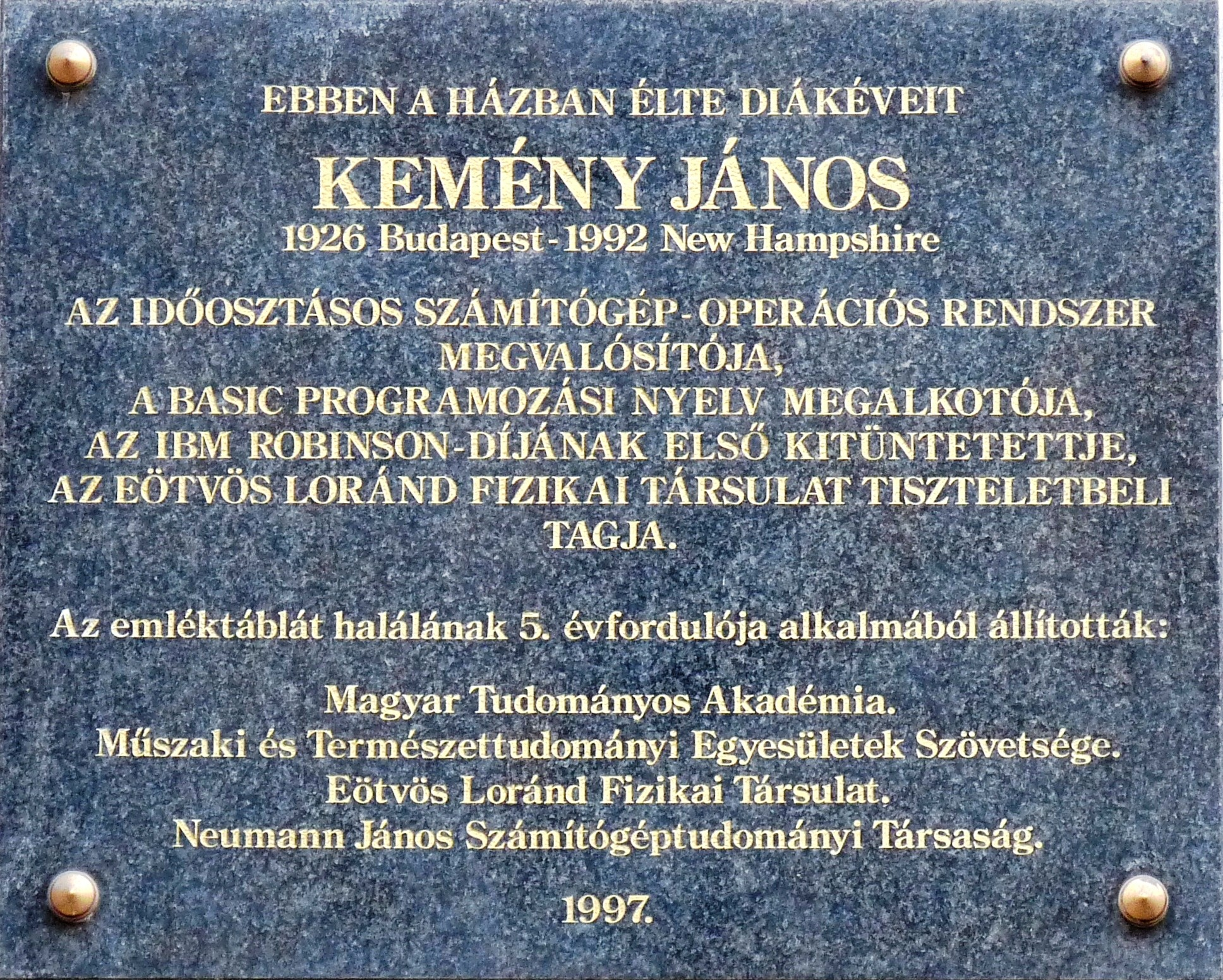
ジョン・ジョージ・ケメニーを記念したプラーク。かつての住居の壁に掛けられている。

1992年12月26日、ハノーバー (ニューハンプシャー州)近郊のレバノンで心不全により死去。66歳だった。ダートマス大学のキャンパスに近いエトナに住んでいた。